# 857 (číslo)
Osm set padesát sedm je přirozené číslo, které následuje po čísle osm set padesát šet a předchází číslu osm set padesát osm. Římskými číslicemi se zapisuje DCCCLVII.

## Matematika
857 je:
- Prvočíslo
- Nešťastné číslo
- Nepříznivé číslo
- Součet tří po sobě jdoucích prvočísel (281 + 283 + 293)

## Astronomie
- (857) Glasenappia je planetka hlavního pásu, kterou objevil v roce 1916 Sergej Ivanovič Beljavskij

## Roky
- 857
- 857 př. n. l.